# Teen Choice Awards 2014
Die Teen Choice Awards 2014 wurden am 10. August 2014 im Shrine Auditorium in Los Angeles abgehalten und von den Schauspielern Tyler Posey und Sarah Hyland moderiert. Es ist die 16. Verleihung der Awards seit der ersten Verleihung im Jahre 1999. Als Veranstaltungsort war ursprünglich der Pauley Pavilion auf dem Gelände der University of California, Los Angeles vorgesehen, der allerdings durch einen Wasserrohrbruch beschädigt wurde. Die Nominierungen wurden in drei Teilen am 17. Juni, 17. Juli und 1. August 2014 bekannt gegeben. Die Ausstrahlung der Sendung in den Vereinigten Staaten übernahm der US-amerikanische Sender Fox. Die Awards werden in mehrere Bereiche aufgeteilt, darunter “Music”, “TV” und “Movie”.

## Preisträger und Nominierte

### Ultimate Choice
- Selena Gomez

### Music
| Choice Music: Male Artist - Ed Sheeran - Jason Derulo - Pitbull - Austin Mahone - Justin Timberlake - Pharrell Williams Choice Music: Female Artist - Ariana Grande - Beyoncé Knowles - Miley Cyrus - Lorde - Katy Perry - Taylor Swift Choice Music: Group - One Direction - 5 Seconds of Summer - Fifth Harmony - R5 - Rixton Choice Music: R&B/Hip-Hop Artist - Iggy Azalea - Eminem - John Legend - Nicki Minaj - Justin Timberlake Choice Music: Rock Group - Imagine Dragons - Coldplay - OneRepublic - Paramore - The Black Keys Choice Music: Electronic Dance Music (EDM) Artist - Calvin Harris - Martin Garrix - Kaskade - Skrillex - Zedd Choice Music: Male Country Artist - Hunter Hayes - Luke Bryan - Jake Owen - Blake Shelton - Keith Urban Choice Music: Female Country Artist - Taylor Swift - Jana Kramer - Miranda Lambert - Kacey Musgraves - Carrie Underwood Choice Music: Country Group - Lady Antebellum - Florida Georgia Line - Parmalee - The Band Perry - Zac Brown Band Choice Music: Single Male Artist - Ed Sheeran – „Sing“ - Pharrell Williams – „Happy“ - Austin Mahone feat. Pitbull – „Mmm Yeah“ - Sam Smith – „Stay with Me“ - Jason Derulo feat. 2 Chainz – „Talk Dirty“ Choice Music: Single Female Artist - Ariana Grande feat. Iggy Azalea – „Problem“ - Katy Perry feat. Juicy J – „Dark Horse“ - Iggy Azalea feat. Charli XCX – „Fancy“ - Idina Menzel – „Let It Go“ - Lorde – „Team“ Choice Music: Single Group - Fifth Harmony – „Boss“ - Rixton – „Me and My Broken Heart“ - Magic – „Rude“ - 5 Seconds of Summer – „She Looks So Perfect“ - One Direction – „Story of My Life“ Choice Music: R&B/Hip-Hop Song - Iggy Azalea feat. Charli XCX – „Fancy“ - John Legend – „All of Me“ - Trey Songz – „Na Na“ - Nicki Minaj – „Pills n Potions“ - DJ Snake & Lil Jon – „Turn Down For What“ | Choice Music: Rock Song - Bastille – „Pompeii“ - Paramore – „Ain’t It Fun“ - OneRepublic – „Love Runs Out“ - Maroon 5 – „Maps“ - Imagine Dragons – „On Top of the World“ Choice Music: Country Song - Luke Bryan – „Play It Again“ - Lady Antebellum – „Bartender“ - Jake Owen – „Beachin“ - Miranda Lambert & Carrie Underwood – „Somethin’ Bad“ - Florida Georgia Line feat. Luke Bryan – „This is How We Roll“ Choice Music: EDM Song - Avicii – „Wake Me Up“ - The Chainsmokers – „#Selfie“ - Martin Garrix – „Animals“ - Disclosure feat. Sam Smith – „Latch“ - Calvin Harris – „Summer“ Choice Music: Summer Song - Demi Lovato feat. Cher Lloyd – „Really Don’t Care“ - Iggy Azalea feat. Charli XCX – „Fancy“ - Magic – „Rude“ - Calvin Harris – „Summer“ - Jason Derulo feat. Snoop Dogg – „Wiggle“ Choice Music: Love Song - One Direction – „You & I“ - John Legend – „All of Me“ - Charli XCX – „Boom Clap“ - Justin Timberlake – „Not a Bad Thing“ - The Vamps feat. Demi Lovato – „Somebody to You“ Choice Music: Break-Up Song - 5 Seconds of Summer – „Amnesia“ - Ariana Grande feat. Zedd – „Break Free“ - Fifth Harmony – „Miss Movin’ On“ - Demi Lovato feat. Cher Lloyd – „Really Don’t Care“ - One Direction – „Story of My Life“ Choice Summer Music Star: Male - Jason Derulo - Luke Bryan - John Legend - Sam Smith - Pharrell Williams Choice Summer Music Star: Female - Demi Lovato - Ariana Grande - Iggy Azalea - Becky G - Nicki Minaj Choice Summer Music Star: Group - 5 Seconds of Summer - Fifth Harmony - Florida Georgia Line - Magic - Rixton Choice Breakout Artist - Austin Mahone - Becky G - Rita Ora - Cody Simpson - Zendaya Choice Breakout Group - 5 Seconds of Summer - Fifth Harmony - MKTO - Rixton - The Vamps Choice Summer Tour - One Direction – „Where We Are Tour“ - Beyoncé Knowles & Jay-Z – „On The Run Tour“ - Justin Timberlake – „The 20/20 Experience World Tour“ - Katy Perry – „The Prismatic World Tour“ - Luke Bryan – „That’s My Kind of Night Tour“ |

### TV
| Choice TV Show: Drama - Pretty Little Liars - Hart of Dixie - Switched at Birth - The Fosters - Twisted Choice TV Actor: Drama - Ian Harding – Pretty Little Liars - Keegan Allen – Pretty Little Liars - Jake T. Austin – The Fosters - Lucas Grabeel – Switched at Birth - Avan Jogia – Twisted Choice TV Actress: Drama - Lucy Hale – Pretty Little Liars - Troian Bellisario – Pretty Little Liars - Rachel Bilson – Hart of Dixie - Maddie Hasson – Twisted - Maia Mitchell – The Fosters Choice TV Show: Fantasy/Sci-Fi - Vampire Diaries (The Vampire Diaries) - Arrow - Once Upon a Time – Es war einmal… (Once Upon a Time) - Sleepy Hollow - Teen Wolf Choice TV Actor: Fantasy/Sci-Fi - Ian Somerhalder – Vampire Diaries (The Vampire Diaries) - Josh Dallas – Once Upon a Time – Es war einmal… (Once Upon a Time) - Joseph Morgan – The Originals - Tyler Posey – Teen Wolf - Paul Wesley – Vampire Diaries (The Vampire Diaries) Choice TV Actress: Fantasy/Sci-Fi - Nina Dobrev – Vampire Diaries (The Vampire Diaries) - Ginnifer Goodwin – Once Upon a Time – Es war einmal… (Once Upon a Time) - Katerina Graham – Vampire Diaries (The Vampire Diaries) - Claire Holt – The Originals - Kristin Kreuk – Beauty and the Beast Choice TV Show: Comedy - The Big Bang Theory - Austin & Ally - Glee - New Girl - Sam & Cat Choice TV Actor: Comedy - Ross Lynch – Austin & Ally - Ashton Kutcher – Two and a Half Men - Chord Overstreet – Glee - Jim Parsons – The Big Bang Theory - Andy Samberg – Brooklyn Nine-Nine Choice TV Actress: Comedy - Lea Michele – Glee - Kaley Cuoco – The Big Bang Theory - Mindy Kaling – The Mindy Project - Laura Marano – Austin & Ally - Debby Ryan – Jessie Choice TV: Animated Show - Die Simpsons (The Simpsons) - Adventure Time - Family Guy - Willkommen in Gravity Falls (Gravity Falls) - Regular Show – Völlig abgedreht (Regular Show) Choice TV: Reality Competition Show - The Voice - American Idol - MasterChef Junior - Survivor - The Amazing Race Choice TV Show: Reality Show - Keeping Up with the Kardashians - Unser Kosmos: Die Reise geht weiter (Cosmos: A Spacetime Odyssey) - Dance Moms - Real Husbands of Hollywood - Total Divas | Choice TV: Male Reality Star - Adam Levine – The Voice - Nick Cannon – America’s Got Talent - Rob Dyrdek – Ridiculousness - Nev Schulman & Max Joseph – Catfish: The TV Show - Ryan Seacrest – American Idol Choice TV: Female Reality Star - Shakira – The Voice - Cat Deeley – So You Think You Can Dance - Abby Lee Miller – Dance Moms - Jennifer Lopez – American Idol - Kim Kardashian, Khloé Kardashian, Kourtney Kardashian, Kendall Jenner & Kylie Jenner – Keeping Up with the Kardashians Choice Summer TV Show - Wipeout - Baby Daddy - Das Leben und Riley (Girl Meets World) - So You Think You Can Dance - Under the Dome - Young & Hungry Choice Summer TV Star: Male - Tyler Blackburn – Pretty Little Liars - Jean-Luc Bilodeau – Baby Daddy - David Lambert – The Fosters - Tyler Posey – Teen Wolf - Mike Vogel – Under the Dome Choice Summer TV Star: Female - Ashley Benson – Pretty Little Liars - Shay Mitchell – Pretty Little Liars - Emily Osment – Young & Hungry - Cierra Ramirez – The Fosters - Italia Ricci – Chasing Life Choice TV Breakout Show - Faking It - Being Mary Jane - Chasing Life - Reign - Sleepy Hollow Choice TV Breakout Star: Male - Brett Dalton – Marvel’s Agents of S.H.I.E.L.D. - Richard Brancatisano – Chasing Life - Tom Mison – Sleepy Hollow - Miguel Pinzon – Mystery Girls - Toby Regbo – Reign Choice TV Breakout Star: Female - Sasha Pieterse – Pretty Little Liars - Nicole Beharie – Sleepy Hollow - Dove Cameron – Liv & Maddie - Adelaide Kane – Reign - Emily Bett Rickards – Arrow Choice TV: Male Scene Stealer - Tyler Hoechlin – Teen Wolf - Darren Criss – Glee - Adam DeVine – Modern Family - Tahj Mowry – Baby Daddy - Michael Trevino – Vampire Diaries (The Vampire Diaries) Choice TV: Female Scene Stealer - Candice Accola – Vampire Diaries (The Vampire Diaries) - Sarah Hyland – Modern Family - Eden Sher – The Middle - Naya Rivera – Glee - Mayim Bialik – The Big Bang Theory Choice TV Villain - Dylan O’Brien – Teen Wolf - Robbie Kay – Once Upon a Time – Es war einmal… (Once Upon a Time) - Jane Lynch – Glee - Janel Parrish – Pretty Little Liars - Paul Wesley – Vampire Diaries (The Vampire Diaries) |

### Movie
| Choice Movie: Drama - Das Schicksal ist ein mieser Verräter (The Fault in Our Stars) - American Hustle - Heaven Is for Real - Million Dollar Arm - Veronica Mars Choice Movie Actor: Drama - Ansel Elgort – Das Schicksal ist ein mieser Verräter (The Fault in Our Stars) - Bradley Cooper – American Hustle - Russell Crowe – Noah - Jason Dohring – Veronica Mars - Jon Hamm – Million Dollar Arm Choice Movie Actress: Drama - Shailene Woodley – Das Schicksal ist ein mieser Verräter (The Fault in Our Stars) - Kristen Bell – Veronica Mars - Sandra Bullock – Gravity - Jennifer Lawrence – American Hustle - Emma Watson – Noah Choice Movie: Action - Die Bestimmung – Divergent (Divergent) - Edge of Tomorrow - Godzilla - Maleficent – Die dunkle Fee (Maleficent) - Chroniken der Unterwelt – City of Bones (The Mortal Instruments: City of Bones) Choice Movie Actor: Action - Theo James – Die Bestimmung – Divergent (Divergent) - Jamie Campbell Bower – Chroniken der Unterwelt – City of Bones (The Mortal Instruments: City of Bones) - Tom Cruise – Edge of Tomorrow - Kellan Lutz – The Legend of Hercules - Mark Wahlberg – Lone Survivor Choice Movie Actress: Action - Shailene Woodley – Die Bestimmung – Divergent (Divergent) - Emily Blunt – Edge of Tomorrow - Lily Collins – Chroniken der Unterwelt – City of Bones (The Mortal Instruments: City of Bones) - Elle Fanning – Maleficent – Die dunkle Fee (Maleficent) - Angelina Jolie – Maleficent – Die dunkle Fee (Maleficent) Choice Movie: Sci-Fi/Fantasy - Die Tribute von Panem – Catching Fire (The Hunger Games: Catching Fire) - The Return of the First Avenger (Captain America: The Winter Soldier) - The Amazing Spider-Man 2: Rise of Electro (The Amazing Spider-Man 2) - Thor – The Dark Kingdom (Thor: The Dark World) - X-Men: Zukunft ist Vergangenheit (X-Men: Days of Future Past) Choice Movie Actor: Sci-Fi/Fantasy - Josh Hutcherson – Die Tribute von Panem – Catching Fire (The Hunger Games: Catching Fire) - Chris Evans – The Return of the First Avenger (Captain America: The Winter Soldier) - Andrew Garfield – The Amazing Spider-Man 2: Rise of Electro (The Amazing Spider-Man 2) - Chris Hemsworth – Thor – The Dark Kingdom (Thor: The Dark World) - Liam Hemsworth – Die Tribute von Panem – Catching Fire (The Hunger Games: Catching Fire) Choice Movie Actress: Sci-Fi/Fantasy - Jennifer Lawrence – Die Tribute von Panem – Catching Fire (The Hunger Games: Catching Fire) und X-Men: Zukunft ist Vergangenheit (X-Men: Days of Future Past) - Halle Berry – X-Men: Zukunft ist Vergangenheit (X-Men: Days of Future Past) - Scarlett Johansson – The Return of the First Avenger (Captain America: The Winter Soldier) - Natalie Portman – Thor – The Dark Kingdom (Thor: The Dark World) - Emma Stone – The Amazing Spider-Man 2: Rise of Electro (The Amazing Spider-Man 2) Choice Movie: Comedy - Die Schadenfreundinnen (The Other Woman) - Anchorman – Die Legende kehrt zurück (Anchorman 2: The Legend Continues) - Urlaubsreif (Blended) - Ride Along - Vampire Academy | Choice Movie Actor: Comedy - Kevin Hart – Ride Along - Will Ferrell – Anchorman – Die Legende kehrt zurück (Anchorman 2: The Legend Continues) - Ice Cube – Ride Along - Johnny Knoxville – Jackass: Bad Grandpa (Jackass Presents: Bad Grandpa) - Adam Sandler – Urlaubsreif (Blended) Choice Movie Actress: Comedy - Emma Roberts – Wir sind die Millers (We’re the Millers) - Christina Applegate – Anchorman – Die Legende kehrt zurück (Anchorman 2: The Legend Continues) - Drew Barrymore – Urlaubsreif (Blended) - Zoey Deutch – Vampire Academy - Cameron Diaz – Die Schadenfreundinnen (The Other Woman) Choice Summer Movie - 22 Jump Street - Planet der Affen: Revolution (Dawn of the Planet of the Apes) - Earth to Echo - Hercules - Denk wie ein Mann 2 (Think Like a Man Too) - Transformers: Ära des Untergangs (Transformers: Age of Extinction) Choice Summer Movie Star - Channing Tatum – 22 Jump Street - Jonah Hill – 22 Jump Street - Dwayne Johnson – Hercules - Melissa McCarthy – Tammy – Voll abgefahren (Tammy) - Mark Wahlberg – Transformers: Ära des Untergangs (Transformers: Age of Extinction) Choice Breakout - Ansel Elgort – Die Bestimmung – Divergent (Divergent) & Das Schicksal ist ein mieser Verräter (The Fault in Our Stars) - Theo James – Die Bestimmung – Divergent (Divergent) - Elizabeth Olsen – Godzilla - Nicola Peltz – Transformers: Ära des Untergangs (Transformers: Age of Extinction) - Wyatt Russell – 22 Jump Street Choice Movie: Chemistry - Ansel Elgort, Nat Wolff & Shailene Woodley – Das Schicksal ist ein mieser Verräter (The Fault in Our Stars) - Cameron Diaz, Leslie Mann & Kate Upton – Die Schadenfreundinnen (The Other Woman) - Chris Evans & Anthony Mackie – The Return of the First Avenger (Captain America: The Winter Soldier) - Ice Cube & Kevin Hart – Ride Along - Jonah Hill & Channing Tatum – 22 Jump Street Choice Movie: Liplock - Shailene Woodley & Ansel Elgort – Das Schicksal ist ein mieser Verräter (The Fault in Our Stars) - Scarlett Johansson & Chris Evans – The Return of the First Avenger (Captain America: The Winter Soldier) - Jennifer Lawrence & Josh Hutcherson – Die Tribute von Panem – Catching Fire (The Hunger Games: Catching Fire) - Emma Roberts, Jennifer Aniston & Will Poulter – Wir sind die Millers (We’re the Millers) - Emma Stone & Andrew Garfield – The Amazing Spider-Man 2: Rise of Electro (The Amazing Spider-Man 2) Choice Movie: Hissy Fit - Jonah Hill – 22 Jump Street - Godzilla – Godzilla - Kevin Hart – Ride Along - Ice Cube – 22 Jump Street - Jason Sudeikis – Wir sind die Millers (We’re the Millers) Choice Movie Scene Stealer - Nat Wolff – Das Schicksal ist ein mieser Verräter (The Fault in Our Stars) - Sam Claflin – Die Tribute von Panem – Catching Fire (The Hunger Games: Catching Fire) - Nicholas Hoult – X-Men: Zukunft ist Vergangenheit (X-Men: Days of Future Past) - Anthony Mackie – The Return of the First Avenger (Captain America: The Winter Soldier) - Elliot Page – X-Men: Zukunft ist Vergangenheit (X-Men: Days of Future Past) Choice Movie Villain - Donald Sutherland – Die Tribute von Panem – Catching Fire (The Hunger Games: Catching Fire) - Michael Fassbender – X-Men: Zukunft ist Vergangenheit (X-Men: Days of Future Past) - Jamie Foxx – The Amazing Spider-Man 2: Rise of Electro (The Amazing Spider-Man 2) - Kelsey Grammer – Transformers: Ära des Untergangs (Transformers: Age of Extinction) - Kate Winslet – Die Bestimmung – Divergent (Divergent) |

### Fashion
| Choice Style Icon - Zendaya - Iggy Azalea - Ashley Benson - Kendall Jenner - Emma Roberts Choice Smile - Harry Styles - Selena Gomez - Austin Mahone - Demi Lovato - Taylor Swift | Choice Male Hottie - One Direction - Zac Efron - Ryan Gosling - Liam Hemsworth - Austin Mahone - Ian Somerhalder Choice Female Hottie - Selena Gomez - Beyoncé Knowles - Ariana Grande - Kendall Jenner - Rihanna - Bella Thorne |

### Sport
| Choice Male Athlete - LeBron James (Basketball) - Kevin Durant (Basketball) - Dale Earnhardt junior (Autorennen) - Tim Howard (Fußball) - Johnny Manziel (Football) - Russell Wilson (Football) | Choice Female Athlete - Serena Williams (Tennis) - Meryl Davis (Eiskunstlauf) - Lucy Li (Golf) - Candace Parker (Basketball) - Danica Patrick (Autorennen) - Amy Purdy (Snowboard) |

### Web
| Web Star: Female - Bethany Mota - Andrea Russett - Grace Helbig - Michelle Phan - Zoella - iJustine Web Star: Male - Tyler Oakley - Cameron Dallas - Connor Franta - Joey Graceffa - Shawn Mendes - Troye Sivan Web Star: Comedy - Our2ndLife - Brittani Louise Taylor - Colleen Ballinger/Miranda Sings - Hannah Hart - Jenn McAllister/Jennxpenn - Anthony Quintal/Lohanthony Web Star: Music - Shawn Mendes - Boyce Avenue - Christina Grimmie - Cimorelli - Lindsey Stirling - Megan und Liz Web Star: Fashion/Beauty - Zoe Sugg/Zoella - Bethany Mota - Bunny Meyer/Grav3yardgirl - Ingrid Nilsen/Missglamorazzi - Michelle Phan - Elle und Blair Fowler Web Collaboration - Troye Sivan & Tyler Oakley – The Boyfriend Tag - Danisnotonfire & Amazing Phil – The Photo Booth Challenge - Alfie Deyes/PointlessBlog & Ariana Grande – Ariana Does My Makeup - Prank vs. Prank & Jack und Finn Harries/Jacksgap – Twin Teleport Prank - Anthony Quintal/Lohanthony, Jack Baran/Thatsojack, Andrew Lowe, Jenn McAllister/Jennxpenn, & Rebecca Black – Fab Five In Real Life Web Star: Gaming - PewDiePie - iJustine - Joey Graceffa - Tiffany Garcia/iHasCupquake - Toby Turner | Social Media King - One Direction - Ian Somerhalder - Justin Bieber - Justin Timberlake - Ashton Kutcher Social Media Queen - Katy Perry - Britney Spears - Lady Gaga - Rihanna - Taylor Swift Twit - One Direction - Demi Lovato - Ian Somerhalder - Justin Bieber - Katy Perry Instagrammer - Miley Cyrus - Justin Bieber - Rihanna - Selena Gomez - Taylor Swift Viner - Cameron Dallas - Jack & Jack - Lele Pons - Matt Espinosa - Shawn Mendes Fanatic Fans - One Direction (Directioners) - Demi Lovato (Lovatics) - Fifth Harmony (Harmonizers) - Taylor Swift (Swifties) - Ariana Grande (Arianators) |

### Weitere
Choice Comedian
- Kevin Hart
- Jimmy Fallon
- Mindy Kaling
- Andy Samberg
- Kenan Thompson